# Matroasca-Cuhurlui, Ismail
Matroasca-Cuhurlui (în ucraineană Матроська, transliterat: Matroska) este un sat în comuna Sofian-Trubaiovca din raionul Ismail, regiunea Odesa, Ucraina. Are 2,259 locuitori, preponderent ucraineni.
Satul este situat la o altitudine de 9 metri, în partea de sud-vest a raionului Ismail, în apropiere de brațul Chilia al Dunării, precum și de lacul Cugurlui. El se află la o distanță de 4 km vest de centrul raional Ismail.

## Istoric
Prin Tratatul de pace de la București, semnat pe 16/28 mai 1812, între Imperiul Rus și Imperiul Otoman, la încheierea războiului ruso-turc din 1806 – 1812, Rusia a ocupat teritoriul de est al Moldovei dintre Prut și Nistru, pe care l-a alăturat Ținutului Hotin și Basarabiei/Bugeacului luate de la turci, denumind ansamblul Basarabia (în 1813) și transformându-l într-o gubernie împărțită în zece ținuturi (Hotin, Soroca, Bălți, Orhei, Lăpușna, Tighina, Cahul, Bolgrad, Chilia și Cetatea Albă, capitala guberniei fiind stabilită la Chișinău).
Pentru a-și consolida stăpânirea asupra Basarabiei, autoritățile țariste au sprijinit începând de la începutul războiului stabilirea în sudul Basarabiei a familiilor de imigranți bulgari și găgăuzi din sudul Dunării, aceștia primind terenuri de la ocupanții ruși ai Basarabiei. Satul Matroasca-Cuhurlui a fost fondat în anul 1843 de către coloniști ruși-lipoveni și de țărani ucraineni.
În urma Tratatului de la Paris din 1856, care încheia Războiul Crimeii (1853-1856), Rusia a retrocedat Moldovei o fâșie de pământ din sud-vestul Basarabiei (cunoscută sub denumirea de Cahul, Bolgrad și Ismail). În urma acestei pierderi teritoriale, Rusia nu a mai avut acces la gurile Dunării. În urma Unirii Moldovei cu Țara Românească din 1859, acest teritoriu a intrat în componența noului stat România (numit până în 1866 "Principatele Unite ale Valahiei și Moldovei"). În urma Tratatului de pace de la Berlin din 1878, România a fost constrânsă să cedeze Rusiei sudul Basarabiei.
După Unirea Basarabiei cu România la 27 martie 1918, satul Matroasca-Cuhurlui a făcut parte din componența României, în Plasa Fântâna Zânelor a județului Ismail. Pe atunci, majoritatea populației era formată din ruși-lipoveni, existând și o comunitate importantă de ucraineni. La recensământul din 1930, s-a constatat că din cei 2.142 locuitori din sat, 1.383 erau ruși (64.57%), 730 ucraineni (34.08%), 14 români (0.65%), 13 bulgari și 2 polonezi.
Ca urmare a Pactului Ribbentrop-Molotov (1939), Basarabia, Bucovina de Nord și Ținutul Herța au fost anexate de către URSS la 28 iunie 1940. După ce Basarabia a fost ocupată de sovietici, Stalin a dezmembrat-o în trei părți. Astfel, la 2 august 1940, a fost înființată RSS Moldovenească, iar părțile de sud (județele românești Cetatea Albă și Ismail) și de nord (județul Hotin) ale Basarabiei, precum și nordul Bucovinei și Ținutul Herța au fost alipite RSS Ucrainene. La 7 august 1940, a fost creată regiunea Ismail, formată din teritoriile aflate în sudul Basarabiei și care au fost alipite RSS Ucrainene . Imediat după ocuparea Basarabiei, autoritățile sovietice au deportat mai multe familii de țărani chiaburi în Siberia.
În perioada 1941-1944, toate teritoriile anexate anterior de URSS au reintrat în componența României. Apoi, cele trei teritorii au fost reocupate de către URSS în anul 1944 și integrate în componența RSS Ucrainene, conform organizării teritoriale făcute de Stalin după anexarea din 1940, când Basarabia a fost ruptă în trei părți. În anul 1954, Regiunea Ismail a fost desființată, iar localitățile componente au fost incluse în Regiunea Odesa.
Începând din anul 1991, satul Matroasca-Cuhurlui face parte din raionul Ismail al regiunii Odesa din cadrul Ucrainei independente. În prezent, satul are 2.259 locuitori, preponderent ucraineni.

## Demografie
Componența lingvistică a comunei Matroska
     Ucraineană (83,4%)
     Rusă (12,39%)
     Română (1,99%)
     Bulgară (1,37%)
     Alte limbi (0,48%)
Conform recensământului din 2001, majoritatea populației comunei Matroska era vorbitoare de ucraineană (83,4%), existând în minoritate și vorbitori de rusă (12,39%), română (1,99%) și bulgară (1,37%).
1930: 2.142 (recensământ) 
2001: 2.259 (recensământ)